# Bajram Ajeti
Bajram Ajeti (sinh ngày 5 tháng 5 năm 1989) là một cầu thủ bóng đá người Na Uy thi đấu cho IF Brommapojkarna ở Allsvenskan.